# スマートホーム

スマートホームとは、IoTやAIの技術を活用し、スマートフォンやAIスマートスピーカーなどの制御デバイス、テレビ、照明器具などの生活家電やエアコン、給湯器、スマートロック、インターホン、シャッター、換気システムなどの住宅設備などのデバイスを接続し、より快適な生活を実現する住宅のことで、スマートホームに対応した住宅をIoT住宅、またスマートホームに対応したマンションをIoTマンションと呼称することもある。
スマートホーム分野は、新たな成長領域として注目され、日本政府も国内での市場形成に向けた具体的な検討に着手しており、経済産業省産業構造審議会では、2015年夏から新産業構造部会を立ち上げ、2016年春の中間整理では、具体的な戦略分野を4つ定め、その一つに「スマートホーム（スマートに暮らす）」が掲げられている。 総務省の平成30年度版情報通信白書によると、エネルギー管理にとらわれず、AIスピーカーの音声アシスタント機能を活用したIoT家電の制御や、家電をIoT化させることによる新たな生活スタイル（冷蔵庫内の商品残量を把握し、商品を自動注文する機能など）が提案されている。

## 導入のメリット
利便性
スマートフォンアプリでの遠隔操作やAIスマートスピーカーでの音声操作による家電、エアコン、カーテンや給湯の操作が可能で、GPSと連動した家電、エアコン、照明、カーテンや給湯のオンオフができる。「おはよう」や「おやすみ」など定型音声コマンドで複数のものをまとめて制御することができる。

防犯
遠隔でもインターフォンの来客をスマートフォンで確認でき、エントランスの解錠が行えたり、玄関のスマートロックや窓の開閉センサー経由で施錠やドアの開閉の状態が確認でき、遠隔でもドアの施錠、解錠が可能。ドアセンサーと人感センサーによる外出の有無や、侵入者を検知し、外部警備サービスとの連携でホームセキュリティーとして利用できる。

見守り
外からでも部屋の中が確認できる室内カメラで、いつでもどこでもペットや家族の様子を見守ることができる。外出先から見守るだけではなく、スマートフォンアプリとカメラで会話が可能。ドアセンサーによる感知をアプリにメッセージで配信して、子供の帰宅を確認したり。ドアセンサーと人感センサーにより外出の有無やセンサーに反応しない場合、アプリ経由で呼びかけをできることにより高齢者の見守りができる。

省エネ
HEMSと連携して使用電力量の見える化と、使い過ぎの際アプリに通知したり、エアコンや照明を制御して節電につなげることができる。

## 構成デバイス
ホームゲートウェイ（ハブ）
Wi-Fi、ECHONET Lite、Matter (Zigbee)などの通信規格の家電や住設機器と接続し、制御するためのデバイス。
スマートロック
スマートフォンアプリやテンキーの暗証番号、ICカードなどで開錠できる。電池式の電子錠、電気配線式の電気錠などがあり、美和ロック、GOALなどの錠メーカーに加えライナフ、Qrio、ビットキーなどスマートロック専業メーカーから市販されている。
センサー類
ドアや窓の開閉を検知するドアセンサー、人の存在を検知する人感センサー、温度や湿度、照度、CO2濃度などを検知する環境センサーなど多様なセンサーがある。いくつかの機能が統合されたセンサーデバイスもある。
カメラ
屋内用のカメラは首振り機能、動態追尾、ナイトモード、スピーカー機能などを持つものもあり見守りや防犯に活用される。
AIスマートスピーカー
Amazon Ehco、Google NestやLINE CLOVAなどの、AIアシスタント機能を持つスピーカーで、内蔵されているマイクで音声を認識し、情報の検索や連携家電の操作を行う。スマートスピーカーにディスプレイが内蔵されたモデルもある。
スマートリモコン
赤外線リモコンに対応した家電(テレビ、シーリングライト、ロボット掃除機など)や同一メーカーから発売する他製品（構成デバイス）を操作するためのデバイス。SwitchBotなどが該当する。
スマートライト
信号を受けて、点灯・消灯のほか、色調や明るさの変化させることが可能な電球。口金E26タイプのものが多い。
スマートスイッチ
赤外線リモコンで制御するシーリングライト以外のダウンライト、ペンダントライトやシャンデリアのような天井照明器具を制御できる照明スイッチ。
スマートカーテン
カーテンの開閉、タイマーや照度センサーにより自動開閉できるカーテンレールとカーテン巻き上げモーターがセットになったデバイス。セットした時間になると自動で開閉する。
スマートプラグ
リモコンがなく、コンセントに直接差し込むタイプで、アプリからの遠隔操作のほか、電源を抜き差しすればオン/オフの切り替えができる家電を制御するためのコンセントプラグ。延長コードや電源タップなどが該当する製品も多数存在する。コンセントに直接差し込むタイプの場合、構成されるデバイスの中では比較的安価に（1台2000円程度から）導入できる。
エアコン
一般的には赤外線リモコンを制御するスマートリモコン経由でコントロールするが、上位機種はWi-Fi経由のものもある。（HITACHIなど）
給湯器
IoT対応のものがリンナイ、ノーリツ、パーパス、大阪ガスなどから発売されている。アプリで外出先から、宅内でAIスマートスピーカーで音声からお湯はりや自動洗浄ができる。
インターホン
IoT対応のものがアイホン、パナソニックなどから発売されている。アプリから来訪者の確認や同一メーカーから発売されるスマートロックなどでのエントランスや玄関の遠隔解錠ができる。
窓シャッター
IoT対応のものが三和シヤッター、文化シヤッター、LIXILなどから発売されている。アプリやAIスマートスピーカーからの制御や災害情報と連動して閉めることができるものもある。

ロボット掃除機
IoT対応のものがiRobotなどから発売されている。GPSと連動で外出と同時に掃除を開始させたりすることができる。IoTに対応していない機種でも、赤外線リモコンに対応している機種であれば、スマートリモコンを使ってIoTに対応できる。

## スマートホームサービス提供会社
- HOMETACT (三菱地所株式会社)
- スマートホームIoT (株式会社オプテージ)
- スマートホームプラットフォーム eLife(株式会社リンクジャパン)
- ライフアシスト2 (株式会社LIXIL)
- AiSEG2 (HOME IoT)（パナソニック株式会社）
- iTSCOM HOME（イッツ・コミュニケーションズ株式会社）
- au HOME（KDDI株式会社）
- ここリモ（中部電力株式会社）
- 家電制御サービス はぴリモ+ (関西電力株式会社)
- rimoco+（株式会社ファミリーネット・ジャパン/東電グループ）
- MANOMA（ソニーネットワークコミュニケーションズ株式会社）
- +Style (プラススタイル株式会社)

## スマートホームとスマートハウスの違い
- スマートホームはIoTを軸にし、利便性・快適・安全を追求した住宅システムを指すことが多く、スマートハウスは、創エネ・断熱・HEMSを軸に、省エネ・節約を追及した住宅そのものを指すことが多い。総務省平成30年度版情報通信白書によると、スマートハウスの概念から切り離して、AIスピーカーの音声アシスタント機能を活用したIoT家電の制御や、家電をIoT化させることによる新たな生活スタイル（冷蔵庫内の商品残量を把握し、商品を自動注文する機能など）が提案されている。[3]